# Монте Гало-Сан Барбато (Бриндизи)
Монте Гало-Сан Барбато (итал. Monte Gallo-San Barbato) је насеље у Италији у округу Бриндизи, региону Апулија.
Према процени из 2011. у насељу је живело 299 становника. Насеље се налази на надморској висини од 156 м.